# Корнеляк, Иван Григорьевич
Иван Григорьевич Корнеляк (01.09.1927 — ?) — бригадир совхозов «Прут» и «Костулены» Унгенского района Молдавской ССР, Герой Социалистического Труда (30.04.1966).
Родился в селе Костулены, ныне Унгенский район Молдавии. Член КПСС с 1953 года.
Возглавлял виноградарские бригады совхоза «Прут» (1961—1974) и выделившегося из него совхоза «Костулены» (1974—1978) Унгенского района.
В 1963—1965 годах в его бригаде получено в среднем по 87,3 центнера винограда с гектара. В 1966—1970 гг. средняя урожайность составила 89,7 ц/га. В последующие годы также были высокие урожаи.
С 1978 года начальник цеха виноградарства совхоза «Костулены».
Герой Социалистического Труда (30.04.1966). Награждён орденом Октябрьской Революции (1971).
Депутат Верховного Совета Молдавской ССР 5—7 -го созывов.